# Тимок (футбольний клуб)

Старий логотип клубу

Футбольний клуб Тимок або просто Тимок (серб. Фудбалски клуб Тимок) — професійний сербський футбольний клуб з міста Заєчар. Зараз команда виступає в Сербській лізі Схід, третьому за силою чемпіонаті Сербії з футболу.

## Історія
Заснований в 1919 році, на початку югославського періоду своєї історії виступав переважно в регіональних лігах. Першого значного успіху команда досягла 1973 року, коли в першому раунді Кубку Югославії з рахунком 3:1 перемогли Динамо (Загреб). Також протягом трьох сезонів, з 1981 по 1984, «Тимок» виступав у Другій лізі чемпіонату Югославії.
Після розаду СФР Югославії клуб вийшов до Другої ліги ФР Югославії та фінішував у нижній частині турнірної таблиці в сезоні 1992/93 років. Далі вони провели два сезони, з 2002 по 2004 роки, в Другій лізі чемпіонату Сербії і Чорногорії, але потім змушені були повернутися до Сербської ліги Схід.
Одним з найбільших успіів в історії клубу стала перемога в 1/32 фіналу Кубку Сербії і Чорногорії 2005/06 років над Партизаном. Основний час того поєдинку завершився нічиєю 1:1, а в серії післяматчевих пенальті з рахунком 5:4 перемогу святкував «Тимок». Врешті-решт команда припинила боротьбу в 1/4 фіналу після виїзної поразки з рахунком 0:2 від Радничок (Ниш).
В 2009 році команда фінішувала другою в Сербській лізі Схід, але у плей-оф за право підвищитися в класі у серії післяматчевих пенальті з рахунком 4:5 поступилася Телеоптику (обидва матчі в основний час завершилися з однаковим рахунком, 1:1). І нарешті, після перемоги в Сербській лізі Схід сезону 2011/12 років команда здобуває путівку до Першої ліги. Клуб провів два сезони на другому рівні чемпіонату Сербії, допоки не вибув до Сербської ліги Схід в 2014 році.

## Досягнення
- Сербська ліга Схід
  -  Чемпіон (1): 2011/12
  -  Срібний призер (1): 2008/09

## Статистика виступів у національних турнірах
| Сезон   | Ліга     | Ліга | Ліга | Ліга | Ліга | Ліга | Ліга | Ліга | Ліга  | Кубок |
| Сезон   | Дивізіон | І    | В    | Н    | П    | ЗМ   | ПМ   | О    | М     | Кубок |
| ------- | -------- | ---- | ---- | ---- | ---- | ---- | ---- | ---- | ----- | ----- |
| 2010–11 | 3 – Схід | 30   | 12   | 6    | 12   | 39   | 34   | 42   | 12-те | —     |
| 2011–12 | 3 – Схід | 30   | 19   | 6    | 5    | 43   | 18   | 63   | 1-ше  | —     |
| 2012–13 | 2        | 34   | 11   | 10   | 13   | 37   | 48   | 43   | 11-те | Р1    |
| 2013–14 | 2        | 30   | 8    | 10   | 12   | 26   | 35   | 34   | 13-те | КвР   |
| 2014–15 | 3 – Схід | 30   | 14   | 6    | 10   | 36   | 27   | 48   | 5-те  | КвР   |
| 2015–16 | 3 – Схід | 30   | 9    | 10   | 11   | 39   | 42   | 37   | 11-те | —     |

## Уболівальники

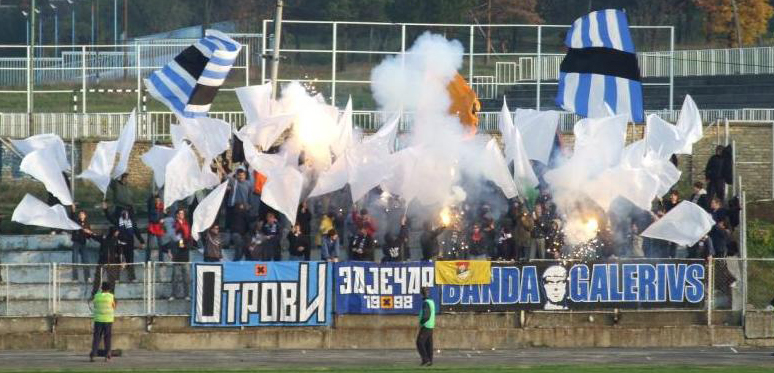
«Otrovi» святкують 10-річчя з дня свого заснування (2008 рік).

Головна фанатська група клубу має назву «Otrovi» («Отрути»). Вони були зановані в 1998 році, 15 листопада 2008 року група відзначала свій 10-річний ювілей на матчі Сербської ліги Схід між місцевими улюбленцями та клубом «Жупа Александровац». Традиційно ця фанатська група знаходиться на східній трибуні стадіону.

## Відомі гравці
Гравці національних збірних:
- Яу Антжи
- Дарко Божович
- Живан Луковчан
- Драган Пантелич

## Відомі тренери
| Період    | Ім'я                |
| --------- | ------------------- |
| 2009      | Небойша Вучичевич   |
| 2009      | Мілан Димовський    |
| 2010      | Милойко Гошич       |
| 2011      | Жарко Сольдо        |
| 2011–2013 | Момчило Райчевич    |
| 2013      | Драгутин Івкович    |
| 2013      | Драган Антич        |
| 2013      | Ненад Гроздич       |
| 2014      | Небойша Вучичевич   |
| 2014      | Драгутин Івкович    |
| 2014–     | Владимир Сандулович |